# Alex Wyllie
Pour les articles homonymes, voir Wyllie.
Pas d'image ? Cliquez ici

a Compétitions nationales et continentales officielles uniquement.

b Matchs officiels uniquement.
 Alexander John Wyllie, né le 30 août 1944 à Christchurch (Nouvelle-Zélande) et mort le 22 mars 2025 à Picton,, est un ancien joueur international néo-zélandais de rugby à XV ayant évolué au poste de troisième ligne aile. Il a aussi été sélectionneur de la Nouvelle-Zélande et de l'Argentine.

## Carrière
Il joue 210 matchs avec la région de Canterbury, de 1970 à 1979.
Il effectue son premier test match avec l'équipe de Nouvelle-Zélande le 8 août 1970 à l’occasion d’un match contre l'Afrique du Sud. Il dispute son dernier test match contre l'Angleterre, le 15 septembre 1973. 
Il est aussi capitaine du XV du Président en mars 1973 contre l'Écosse.
Il réussit sa reconversion comme entraîneur de rugby, tout d'abord avec Canterbury puis avec la sélection nationale. Il est entraîneur assistant des All-Blacks en 1986-1987 (les Blacks remportent la coupe du monde de rugby 1987) puis entraîneur en chef de 1988 à 1991. 
De 1996 à 1999, il est l’entraîneur de l'équipe d'Argentine qui parvient en quart de finale de la coupe du monde de rugby 1999.

## Palmarès
Alex Wyllie dispute 11 tests avec  les  All-Blacks, entre le 8 août 1970 au Cap contre l'Afrique du Sud et le 15 septembre 1973 à Auckland contre l'Angleterre. Il inscrit 8 points, deux essais. 
Il dispute également d'autres matchs sous le maillot noir des All Blacks, pour un total de 40 matchs et 42 points. Durant ces matchs de semaine, il occupe le rôle de capitaine à trois reprises.